# Sabotain : Bafouez les règles
Sabotain : Bafouez les règles (Sabotain: Break the Rules) est un jeu vidéo de tir à la première personne développé par Avalon Style et édité par Akella, sorti en 2004  sur Windows.

## Accueil
- Jeuxvideo.com : 6/20[1]